# ایستگاه دانلندز
ایستگاه دانلندز (انگلیسی: Donlands station) یک ایستگاه مترو در خط ۲ بلور–دانفورث در تورنتو، انتاریو، کانادا است.